# NewSat
A NewSat desde 2011 é o maior operador independente de satélite de comunicação da Austrália. Seus satélites dão cobertura a 75% da superfície da Terra. A NewSat CEO Adrian Ballintine e o cofundador da Microsoft, Paul Allen, fundaram a empresa em 1987. A NewSat começou como um negócio de multimídia. Ela sobreviveu a Bolha da Internet e evoluiu para uma empresa de comunicações por satélite de pleno direito. A maioria dos clientes da NewSat estão localizados na Austrália, Oriente Médio e África.

## Satélites
| Satélite | Fabricante      | Data do lançamento     | Veículo de lançamento | Estado        | Nota                           |
| -------- | --------------- | ---------------------- | --------------------- | ------------- | ------------------------------ |
| Jabiru 1 | Lockheed Martin | Planejado para 2015    | Ariane 5 ECA          | Em construção | Também conhecido por MEASAT-3C |
| Jabiru 2 | EADS Astrium    | 11 de setembro de 2014 | Ariane 5 ECA          | Ativo         | Também conhecido por MEASAT-3B |